# Nanuque
Nanuque é um município brasileiro no interior do estado de Minas Gerais, Região Sudeste do país. Localiza-se no Vale do Mucuri, estando situado a cerca de 600 km a nordeste da capital do estado. Ocupa uma área de aproximadamente 1 520 km², sendo que 10 km² estão em área urbana, e sua população foi estimada em 35 554 habitantes em 2024.
O relevo é constituído pela paisagem de inselbergs e de mares de morros, tendo a Serra dos Aimorés como predominante característico. Sendo a 79ª cidade mais populosa do estado e a 2ª do nordeste mineiro, o município possui o melhor IDH do nordeste de Minas Gerais, com valor de 0,701, considerado alto, além de ser a segunda cidade mais rica do nordeste mineiro.
É polo regional de dez municípios. De acordo com o SENATRAN, sua frota de veículos automotores registrados é de 21.987. Nanuque é referência por ser rota para o litoral norte do estado do Espírito Santo pela rodovia estadual LMG-719 e para o litoral sul do estado da Bahia pela rodovia federal BR-418, por isso a cidade é considerada pela ANTT a 9ª do estado de Minas Gerais com o maior fluxo rodoviário e a 47ª em relação ao país.
Nanuque é uma cidade turística pertencente ao Circuito das Pedras Preciosas, caracterizada por suas montanhas da Serra dos Aimorés, como a Pedra do Fritz, que é considerada o melhor ponto para a prática de base jump do país, além da canoagem pelo Rio Mucuri e a escalada da Pedra Presidente Bueno. Em seu meio urbano, oferece boas e variadas hospedagens em hotéis, restaurantes com o melhor da culinária mineira, além das praças e calçadões, lagos e a hospitalidade do interior de Minas.

## História

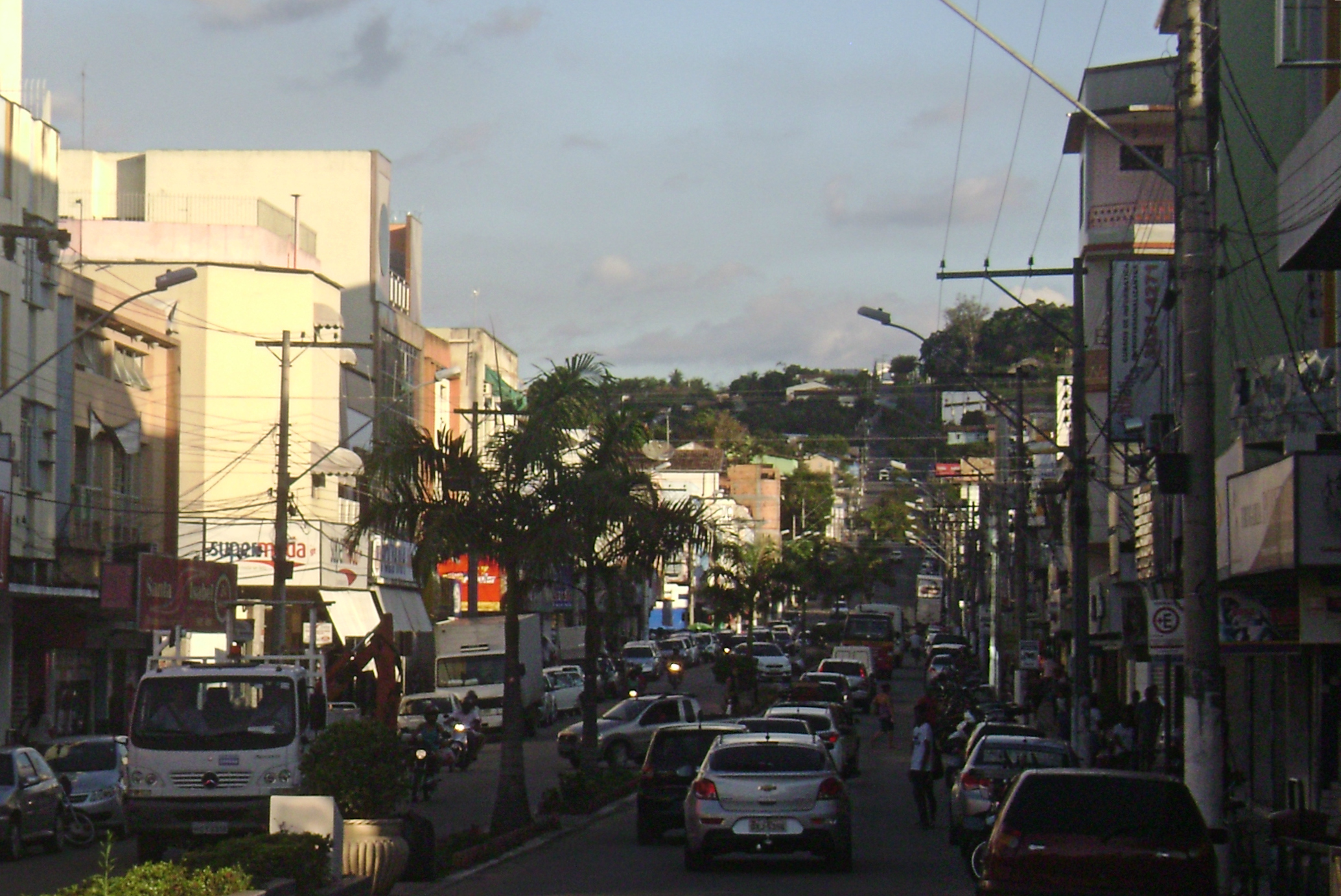
Centro de Nanuque

A região que compreende como Vale do Mucuri começou a ser desbravada no decorrer do século XVI, em expedições que tinham como objetivo encontrar ouro e diamante, porém somente no século XIX é que chega ao lugar a chamada "Companhia de Comércio e Navegação do Mucuri", criada pelo decreto n° 802 de 12/07/1851, que tinha objetivo de tomar posse da mata e povoar a região, sendo então comandada por Teófilo Ottoni.
Os desbravadores enfrentaram dificuldades em povoar a região do Mucuri. Para entrar em Minas Gerais, era necessário navegar de barco pelo Rio Mucuri, saindo de São José do Porto Alegre (atual Mucuri, na Bahia), até o porto de Santa Clara (município de Nanuque). A partir desse ponto, o rio não era mais navegável devido as quedas d'água, então em 23 de agosto de 1857 foi inaugurada a Estrada de Rodagem Santa Clara - Filadélfia, o caminho ligaria os dois povoados que emprestam o nome, e seria o principal trajeto do vale para o transporte de pessoas e mercadorias, sendo ela a primeira estrada de rodagem do Brasil.
Depois de muitos anos, a estrada carroçável acumulava prejuízos, pois as mercadorias chegavam de Filadélfia e apodreciam no Porto de Santa Clara a espera de embarque para São José do Porto Alegre, então, pouco tempo depois foi planejada e criada a Estrada de Ferro Bahia e Minas, pela lei mineira n° 2775, de 25/10/1878, e lei baiana n° 1946, de 28/08/1879, ligando a cidade de Araçuaí, em Minas Gerais, até Caravelas, no estado da Bahia. A ferrovia passou a assumir a função da estrada de Santa Clara, visando o crescimento e desenvolvimento regional.
Com a criação da ferrovia, a estrada de rodagem caiu em desuso, fazendo com que a freguesia de Santa Clara, que ficou isolada às margens do Mucuri se erradicasse, e com isso, a sede do distrito foi transferida para Aimorés (atual Aimorésinho, distrito de Serra dos Aimorés, Minas Gerais).
Uma década mais tarde, com a chegada do armador João Américo Machado, era fundado o povoado de Caixa D'água, às margens do Rio Mucuri. A denominação surgiu através de uma caixa d'água na beira do rio, que servia para abastecer o trem de ferro em suas viagens. Com a construção da estação de trem na localidade, o nome foi alterado novamente, desta vez para Presidente Bueno, que era o mesmo nome da estação, homenageando Bueno Brandão ao assumir o governo de Minas Gerais. Com o grande crescimento econômico e populacional, a sede foi novamente transferida de Aimorés para Presidente Bueno, onde permanece até hoje, mas com a denominação de Nanuque.

### Formação administrativa
- Pela lei nº 1144, de 29/09/1860, inclui-se a Colônia de Santa Clara entre as do Governo Geral e pertenciam-lhe como núcleos coloniais os sítios de Macacos, Barreado e São Mateus.
- É criado o distrito de Santa Clara, pela lei provincial nº 2418, de 05/11/1877, subordinado ao município de Minas Novas.
- É desmembrado de Minas Novas e incorporado ao município de Teófilo Otoni com a denominação de Santa Clara do Mucuri, pela lei provincial de Minas nº 2486, de 09/11/1878, e elevada à freguesia pela lei provincial nº 2829, de 24/10/1881, e lei estadual nº 2, de 14/09/1891.
- Em 18/12/1902, é transferida a sede do distrito de Santa Clara para o povoado de Aimorés, adotando assim o nome de Distrito de Aimorés.
- Em 07/09/1912 é fundado o povoado de Caixa D'água, local que dá origem a atual Cidade de Nanuque.
- Em 07/09/1923, o distrito de Aimorés muda seu nome para Indiana, ainda pertencendo ao mesmo município.
- Em 17/12/1938, o distrito de Indiana passa a fazer parte do município de Carlos Chagas.
- Na década de 1940, pelo decreto-lei estadual nº 1058, de 31/12/1943, Indiana toma-se por denominação Nanuque.
- Cinco anos mais tarde, Nanuque adquire sua autonomia municipal pela lei nº 336, de 27/12/1948.[3]
- Pela lei nº 1039, de 12/12/1953, Nanuque adquiriu do município de Carlos Chagas o distrito de Vila Pereira.
- Através da lei municipal n°2.015/2011, de 12/04/2016, é elevado a condição de distrito o povoado de Vila Gabriel Passos.

### Toponímia
A denominação Nanuque, segundo o livro "Nanuque, Seu Povo, Sua História", de Ivan Claret Marques Fonseca, é uma simplificação para a língua portuguesa do nome dos primeiros habitantes do local, a tribo de índios nacknenuck, e que significa "habitante da serra".

## Geografia

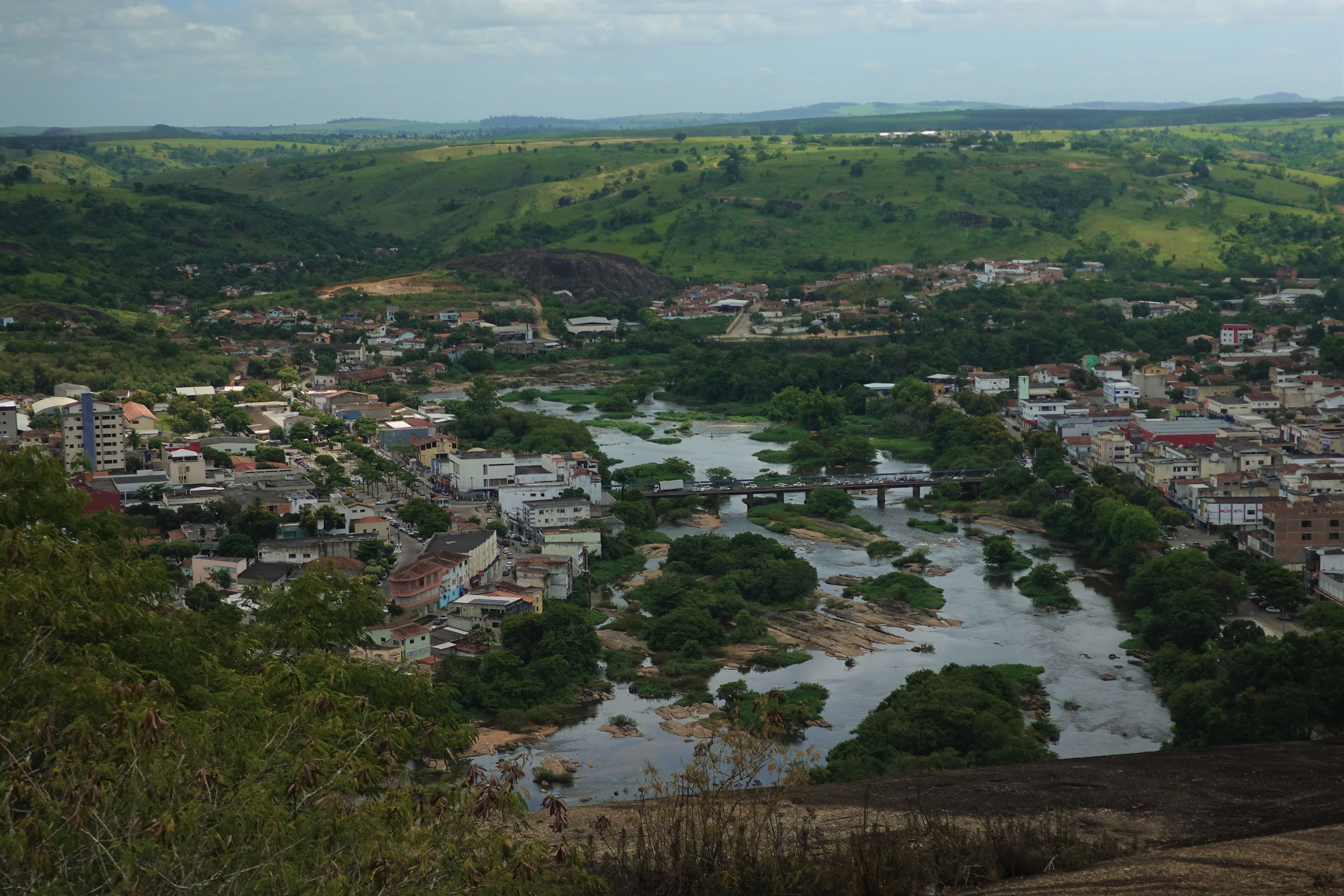
Vista parcial da cidade

De acordo com a divisão regional vigente desde 2017, instituída pelo IBGE, o município pertence às Regiões Geográficas Intermediária e Imediata de Teófilo Otoni. Até então, com a vigência das divisões em microrregiões e mesorregiões, fazia parte da microrregião de Nanuque, que por sua vez estava incluída na mesorregião do Vale do Mucuri.
Sua posição geográfica determinada pelo paralelo 17º e 49’12” de latitude sul e pelo meridiano 40º e 20’30” e a altitude pode variar entre 120m a 320m, sendo que seu ponto culminante é a Pedra do Fritz, na Serra dos Aimorés, com aproximadamente 756m de altitude.
O relevo é constituído pela paisagem de inselbergs e de mares de morros.

### Topografia
- Plano: 30%
- Ondulado: 60%
- Montanhoso: 10%

A área do município está sobre a unidade de relevo dos Planaltos e Serras do Atlântico-Leste-Sudeste representado pelas rochas do embasamento cristalino.

### Localização

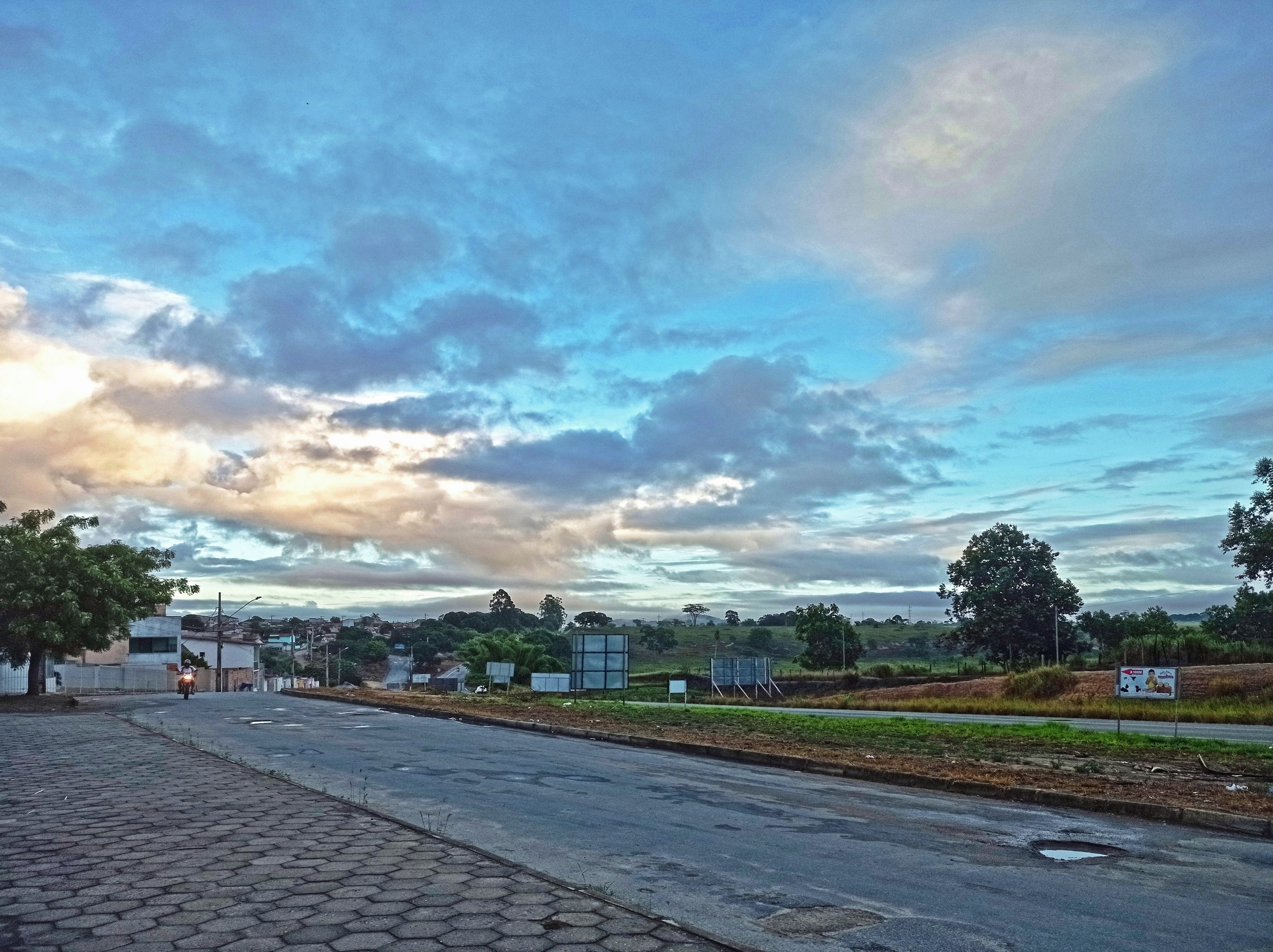
Aspecto da cidade ao amanhecer de um dia de outono

Localizado na Mesorregião do Vale do Mucuri, nordeste de Minas Gerais, o município de Nanuque está inserido em região de divisas, fazendo limite com diversas cidades, dentre elas a maioria são de outros estados, o que faz da cidade um polo importante e de caráter estratégico. Como municípios limítrofes temos: Ao norte, Medeiros Neto (BA) e Lajedão (BA); ao sul, Ecoporanga (ES), Montanha(ES) e Mucurici
(ES); ao nordeste, Serra dos Aimorés(MG), ao leste, Mucuri (BA) e a oeste, Carlos Chagas (MG).

### Clima
O clima em função da posição geográfica é o tropical úmido, com pluviosidade média anual de 1.055 mm. É fortemente influenciado pelos ventos oceânicos, tornando o clima úmido durante todo o ano, diferentemente do restante do Estado de Minas Gerais, essa é uma região sem estação seca definida, embora entre maio e setembro ocorra um diminuição significativa das precipitações.
Segundo dados da Companhia de Pesquisa de Recursos Minerais (CPRM), de 1941 a 2023 o maior acumulado de chuva registrado em 24 horas em Nanuque foi de 156,2 mm no dia 3 de janeiro de 2002. Outros grandes acumulados foram de 148,6 mm em 21 de março de 1965, 138 mm em 18 de dezembro de 1997 e 132,2 mm em 7 de março de 2010.

#### Temperaturas
- Média anual: 23,1 °C
- Média máxima anual: 29,3 °C
- Média mínima anual: 17,1 °C[24]

| Dados climatológicos para Nanuque | Dados climatológicos para Nanuque | Dados climatológicos para Nanuque | Dados climatológicos para Nanuque | Dados climatológicos para Nanuque | Dados climatológicos para Nanuque | Dados climatológicos para Nanuque | Dados climatológicos para Nanuque | Dados climatológicos para Nanuque | Dados climatológicos para Nanuque | Dados climatológicos para Nanuque | Dados climatológicos para Nanuque | Dados climatológicos para Nanuque | Dados climatológicos para Nanuque |
| Mês                               | Jan                               | Fev                               | Mar                               | Abr                               | Mai                               | Jun                               | Jul                               | Ago                               | Set                               | Out                               | Nov                               | Dez                               | Ano                               |
| --------------------------------- | --------------------------------- | --------------------------------- | --------------------------------- | --------------------------------- | --------------------------------- | --------------------------------- | --------------------------------- | --------------------------------- | --------------------------------- | --------------------------------- | --------------------------------- | --------------------------------- | --------------------------------- |
| Temperatura máxima média (°C)     | 31,2                              | 30,8                              | 30,8                              | 29,9                              | 28,7                              | 27,3                              | 26,7                              | 27,4                              | 27,9                              | 28,5                              | 29,3                              | 30,2                              | 29,3                              |
| Temperatura mínima média (°C)     | 20,5                              | 20,8                              | 20,8                              | 19,4                              | 17,9                              | 16,2                              | 15,7                              | 16,2                              | 17,6                              | 18,9                              | 19,7                              | 20,4                              | 17,1                              |
| Precipitação (mm)                 | 158,4                             | 106,1                             | 110,1                             | 122,9                             | 75,4                              | 56,8                              | 68,7                              | 49,3                              | 51,1                              | 117,9                             | 183                               | 181,6                             | 1 055                             |
| Fonte: Jornal do Tempo            |                                   |                                   |                                   |                                   |                                   |                                   |                                   |                                   |                                   |                                   |                                   |                                   |                                   |

### Hidrografia

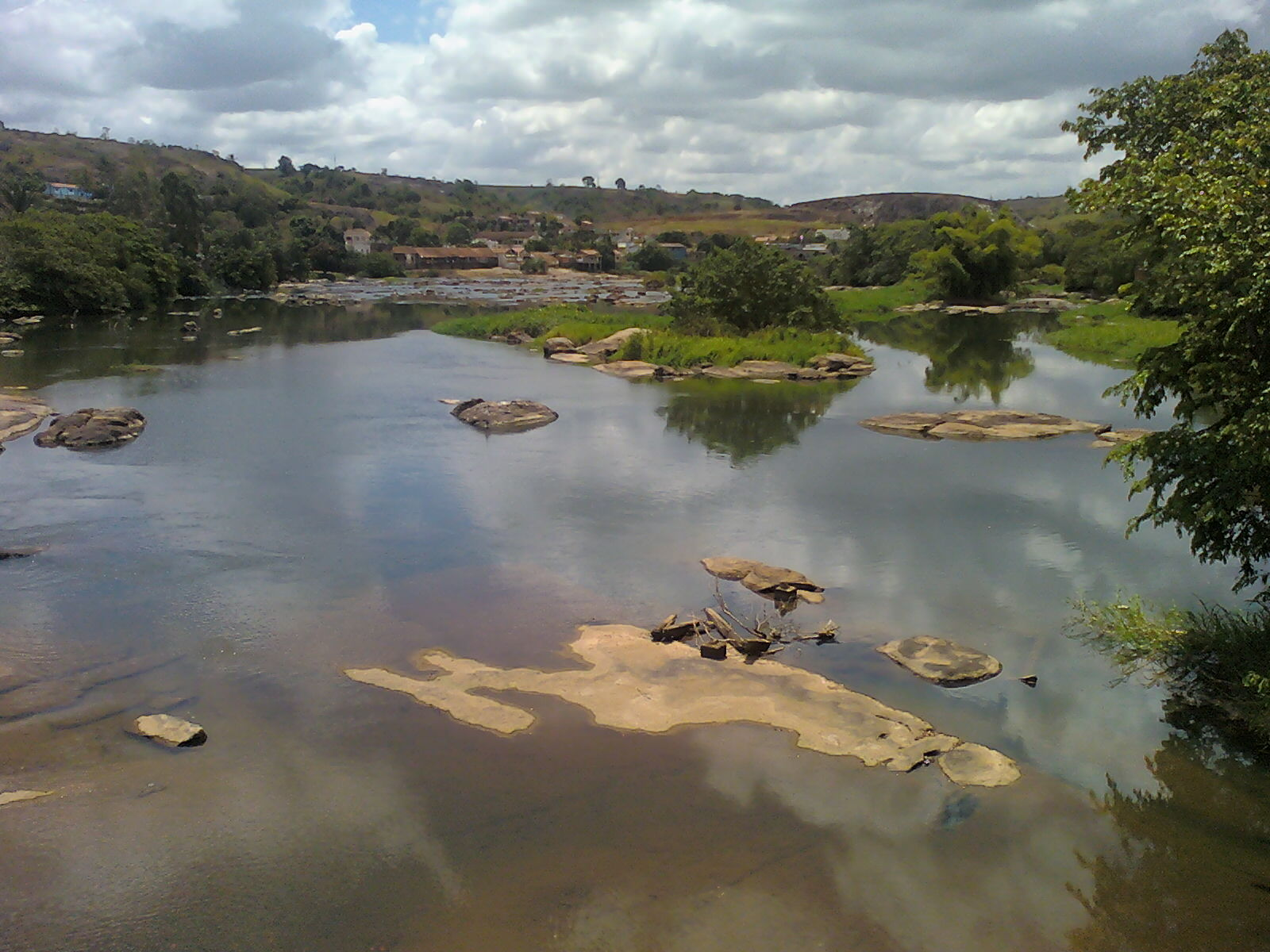
Rio Mucuri no Centro de Nanuque

A Bacia do Rio Mucuri possui 29 km de extensão em território nanuquense, e no seu leito há a forte presença de rochas ora encobertas pela água, ora estão na paisagem fluvial em forma de ilhas, com ou sem cobertura pedológica. Por estar dentro de uma área, cujas formações rochosas são antigas, o Rio Mucuri apresenta estabilidade que é peculiar aos rios senis, onde as águas do seu leito já não exercem uma ação erosiva capaz de ocasional o rebaixamento do assoalho rochoso por onde escoam. A estrutura rochosa do assoalho do Rio Mucuri foi fator determinante para a construção de uma hidrelétrica no seu leito, a Hidrelétrica de Santa Clara.
Dentre os principais afluentes do rio estão o Ribeirão das Pedras ao Oeste da cidade e o Córrego Sete de Setembro ao norte.

### Vegetação
Em área de transição, o município apresenta mais de uma classificação vegetal natural dentro do Complexo Mata Atlântica. Foram encontrados dois ambientes florísticos presentes, que estão intimamente ligados ao nível de pluviosidade, a temperatura e a uma unidade geológica. O primeiro ambiente trata-se da Floresta Ombrófila Densa (pluvial tropical) e o segundo ambiente ocorre nas áreas do município em direção ao litoral, a Floresta Estacional Semidecidual das Terras Baixas.

## Economia

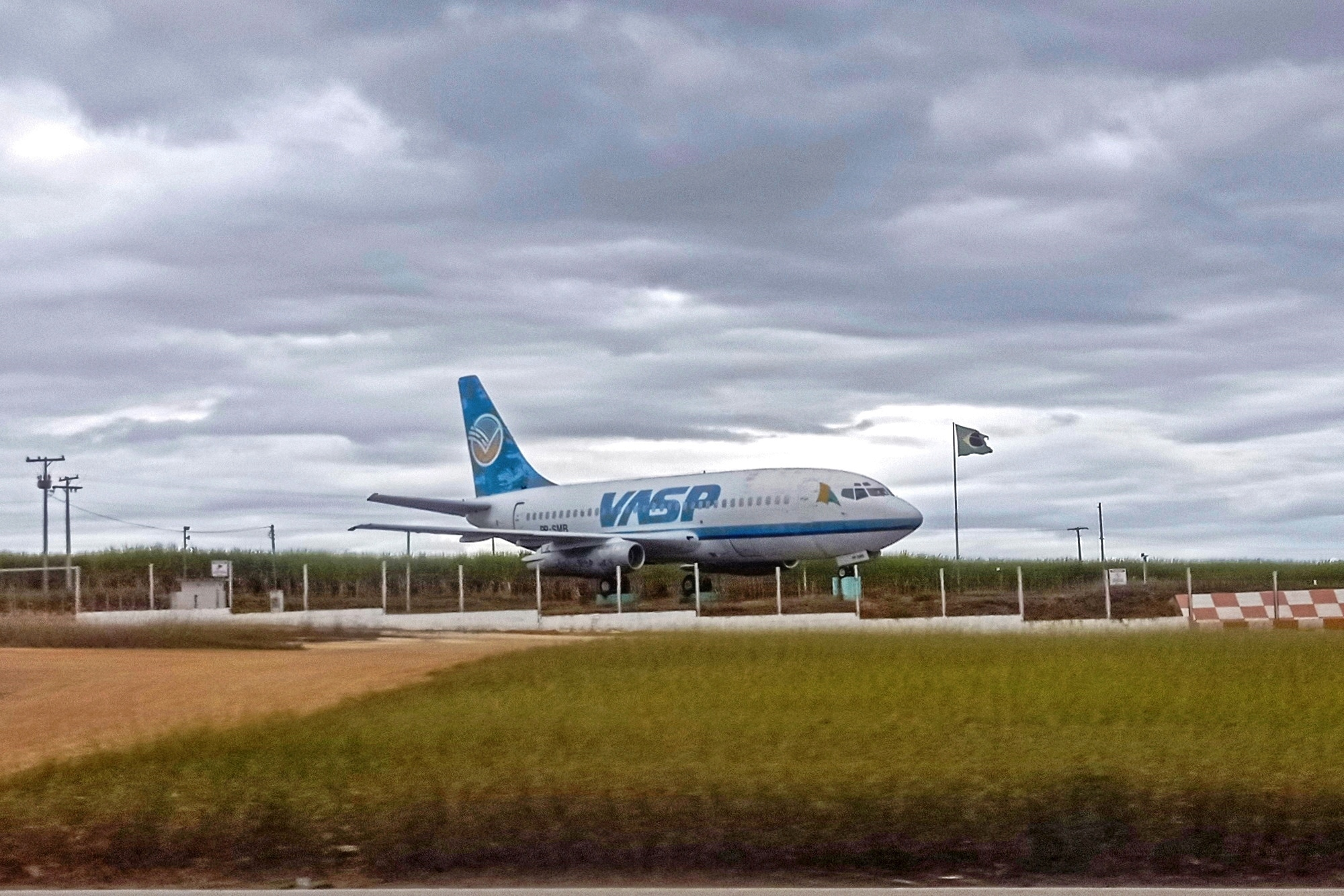
O Boeing 737-200 da VASP, exposto na margem da BR-418, é um ponto de referência do município.

A economia nanuquense gira em torno do comércio, prestação de serviços e indústrias (frigorífico, fábrica de açúcar, usina de álcool anidro e usina hidrelétrica), mas se destaca na agropecuária pela criação de gado bovino de corte e leite.
De acordo com o IBGE, seu PIB em 2019 foi calculado em R$ 801 595,30 milhões, sendo então a segunda cidade mais rica do nordeste mineiro.
Segundo o Ministério da Economia em 2022, Nanuque é o 2º município brasileiro mais ágil quando se quer abrir uma empresa, levando apenas 3 horas e 29 minutos para tal feito. 
Nanuque possui oito instituições financeiras operantes:
- Banco Brasileiro de Descontos S.A (Bradesco)
- Banco do Brasil S.A.
- Caixa Econômica Federal (CAIXA)
- Banco Santander Brasil S.A.
- Banco do Estado do Espírito Santo S.A.(Banestes)
- Sistema de Cooperativas de Crédito do Brasil (Sicoob Credinorte)
- Itaú Unibanco Holding S.A.[33]
- Banco do Nordeste S.A.[34]